# Lisa Söderberg
Anna Lisa Margareta Söderberg, född 14 oktober 1943 i Oscars församling i Stockholm, var VD för Sveriges Radio 1996−2003 efter att ha arbetat där sedan 1968.
Lisa Söderberg började på Sveriges radio 1968, blev chef för P3 1991, för Dagens eko 1994 och VD för Sveriges radio 1996. Hon sade upp sig som VD i december 2002, men efter att Sveriges Radios styrelse drog tillbaka erbjudandet till den tilltänkta efterträdaren Joachim Berner, och efter att styrelsen avgick, blev Söderberg tillfrågad av den nya styrelseordföranden Ove Joanson att vara kvar på posten som VD hela 2003.
Söderberg var en drivande kraft bakom införande av digitalradio.
Hon är dotter till Eric Söderberg och Lillanna Söderberg, dotterdotter till Knut Ström och Anna Ström samt systerdotter till Carl Johan Ström, alla konstnärligt verksamma.